# Eva Siao
Eva Siao (chinesisch 叶华, W.-G. Ye Hua) (* 8. November 1911 in Breslau als Eva Sandberg; † 29. November 2001 in Peking) war eine aus Deutschland stammende chinesische Fotografin und Journalistin. Sie war Augenzeugin der chinesischen Revolution und der Aufbaujahre der Volksrepublik China.

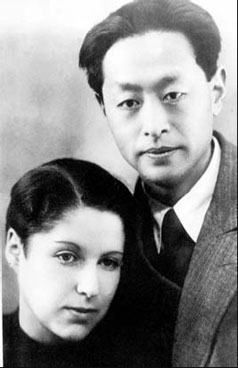
Eva und Emi Siao

## Leben
Die geborene Eva Sandberg, Tochter einer jüdischen Arztfamilie aus Breslau, floh in den 1930er Jahren vor den Nationalsozialisten nach Schweden und später in die Sowjetunion. Dort lernte sie ihren späteren Ehemann, den Schriftsteller Emi Siao (萧三) kennen, der ein Schulfreund von Mao Zedong war; sie heirateten 1934. Sie folgte ihrem Mann 1940 nach China und überlebte (nach einer Trennung von Emi Siao im Jahr 1943) mit ihren beiden Söhnen den Krieg in Kasachstan.
1949 zog sie erneut nach China, nachdem ihr Mann Emi Siao in Yan’an dortiger Chef der Kommunistischen Partei Chinas wurde. 1964 wurde sie chinesische Staatsbürgerin. Eva Siao arbeitete für die staatliche Nachrichtenagentur Chinas, die russische Nachrichtenagentur TASS und das Fernsehen der DDR. Sie fotografierte das nicht offizielle China und wurde damit auch international bekannt. Sie dokumentierte mit dem Blick der Außenstehenden den Aufbau des sozialistischen Chinas und das Leben in diesem Land unter Mao Zedong. Die Schwarzweißfotografien der Deutsch-Chinesin Eva Siao zeigten die Umbrüche im Alltagsleben nach der Revolution.
Während der Kulturrevolution wurden sie und ihr Mann verhaftet. Sie blieb bis 1974 in Einzelhaft; 1979 werden sie rehabilitiert. Ihr Mann starb 1983 an den Folgen der siebenjährigen Einzelhaft. Sie lebte bis zu ihrem Tode in Peking. Ihr gemeinsames Grab befindet sich auf dem Revolutionsfriedhof Babaoshan in Peking.
Die Arbeiten von Eva Siao wurden von der Ludwig-Stiftung erworben und im Kölner Museum Ludwig eingebracht.

## Film
- Martina Fluck: Mein Traum, meine Liebe, meine Hoffnung – Lebenserinnerungen der Eva Siao (auch mit englischen UT), YUCCA Filmproduktion 1993, 90 Min.
- Gitta Nickel: China – mein Traum, mein Leben [Eva Siao], 1988, 80 Min.
- Ulf von Mechow: Eva Siao, Fotografin aus Liebe
- Sabri Özaydın: Der Weg, Ein Filmgedicht mit und über Eva Siao, 1995, 30 Min.

## Schriften
- Kindheit und Jugend Mao Tse-tungs, Verlag Neues Leben, Berlin 1953
- Peking, Sachsenverlag, Dresden 1956
- Die Peking-Oper, Verlag Neue Welt, Berlin 1957
- Sterne über Tibet, VEB Brockhaus, Leipzig 1961
- Das kleine Teufelchen, Postreiter-Verlag, 1962
- China und seine Gesichter. Fotografien aus zwei Jahrzehnten, Nishen-Verlag, Berlin 1989, ISBN 3889400426
- China – mein Traum, mein Leben, Econ 1994, ISBN 3612260987 (Autobiografie)
- China. Photographien 1949-1967, Umschau 1999, ISBN 3894661755